# Eileen Sedgwick
Eileen Sedgwick est une actrice américaine née le 17 octobre 1898 à Galveston (Texas) et morte le 15 mars 1991 à Marina Del Rey (Californie).

## Biographie
D'une famille liée au monde du spectacle, son frère Edward Sedgwick est un réalisateur, sa sœur Josie Sedgwick est elle aussi une actrice, Eileen Sedgwick jouera dans de nombreux films muets et verra sa carrière interrompue par l'avènement du parlant. 

## Filmographie
- 1915 : The Eagle's Nest de Romaine Fielding
- 1915 : The Mysterious Contragrav de Henry McRae
- 1916 : I'll Get Her First de Roy Clements
- 1916 : It's Great to Be Married de Leslie T. Peacocke
- 1916 : The Emerald Pin de Burton George
- 1916 : It Sounded Like a Kiss de Louis W. Chaudet
- 1916 : Room Rent and Romance de Roy Clements
- 1916 : The Gasoline Habit de Roy Clements
- 1916 : The Heritage of Hate de Burton George
- 1916 : Hired, Tired and Fired de Jay Hunt
- 1916 : The Quitter de Burton George
- 1916 : Some Heroes de Roy Clements
- 1916 : Giant Powder de Henry McRae
- 1916 : A Plumber's Waterloo de R. M. Donaldson
- 1916 : Ain't He Grand? de Roy Clements
- 1916 : The Town That Tried to Come Back de Roy Clements
- 1916 : When Slim Picked a Peach de Roy Clements
- 1916 : When Slim Was Home Cured de Roy Clements
- 1916 : Kill The Umpire d'Eddie Lyons
- 1916 : The Isle of Life de Burton George
- 1917 : Man and Beast de Henry McRae
- 1917 : A Bare Living d'Allen Curtis
- 1917 : The Lion's Lair de W. B. Pearson
- 1917 : Money and Mystery de Henry McRae
- 1917 : Dropped from the Clouds de Henry McRae
- 1917 : No. 10 Westbound de Henry McRae
- 1917 : Jungle Treachery de Rex Hodge
- 1917 : The Paperhanger's Revenge d'Allen Curtis
- 1917 : The Thousand Dollar Drop d'Allen Curtis
- 1917 : The Losing Winner de Carter DeHaven
- 1917 : The Lure of the Circus de W. B. Pearson
- 1917 : The Temple of Terror de W. B. Pearson
- 1917 : Not too Thin to Fight d'Allen Curtis
- 1917 : The Last of the Night Riders de Henry McRae
- 1917 : Making Monkey Business d'Allen Curtis
- 1917 : The Honeymoon Surprise de Leslie T. Peacocke
- 1917 : The High Cost of Starving de Leslie T. Peacocke
- 1917 : Lone Larry de Henry McRae
- 1917 : Flat Harmony d'Allen Curtis
- 1917 : Good Morning Nurse d'Allen Curtis
- 1917 : A Woman in the Case d'Allen Curtis
- 1917 : It's Cheaper to Be Single d'Allen Curtis
- 1917 : It's Cheaper to Be Married d'Allen Curtis
- 1917 : Swearing Off d'Allen Curtis
- 1917 : His Family Tree d'Allen Curtis
- 1918 : All For Gold de T. Shelley Sutton
- 1918 : Watch Your Watch d'Allen Curtis
- 1918 : The Trail of no Return de Harry Harvey
- 1918 : The Shifty Shoplifter d'Allen Curtis
- 1918 : A Kitchen Hero d'Allen Curtis
- 1918 : Oh, Man! d'Allen Curtis
- 1918 : Passing the Bomb d'Allen Curtis
- 1918 : The Fickle Blacksmith
- 1918 : Hell's Crater de W. B. Pearson
- 1918 : Quick Triggers de George Marshall
- 1918 : The Slow Express de Roy Clements
- 1918 : Repeating the Honeymoon de Leslie T. Peacocke
- 1918 : Naked Fists de George Marshall
- 1918 : The Butler's Blunder d'Allen Curtis
- 1918 : Roped and Tied
- 1918 : The Human Tiger
- 1919 : Cyclone Smith Plays Trumps de Jacques Jaccard
- 1919 : Kingdom Come de George Holt
- 1919 : A Pistol Point Proposal de George Holt
- 1919 : A Prisoner for Life de John Francis Dillon
- 1919 : The Lure of the Circus de J. P. McGowan
- 1919 : The Great Radium Mystery de Robert F. Hill
- 1919 : A Phantom Fugitive de Jacques Jaccard
- 1919 : Cyclone Smith's Comeback de Jacques Jaccard
- 1920 : The Wild Rider de William James Craft
- 1920 : Love's Battle de William James Craft
- 1920 : The White Rider de William James Craft
- 1921 : A Battle of Wits d'Edward Kull
- 1921 : Arrest Norma MacGregor
- 1921 : The Heart of Arizona d'Edward Kull
- 1921 : Putting It Over
- 1921 : The Terror Trail d'Edward Kull
- 1921 : The Dream Girl d'Edward Kull
- 1921 : The Shadow of Suspicion d'Edward Kull
- 1921 : The Girl in the Saddle d'Edward Kull
- 1921 : A Woman's Wit d'Edward Kull
- 1921 : The Diamond Queen d'Edward Kull
- 1922 : False Brands de William James Craft
- 1922 : The Open Wire d'Edward Kull
- 1922 : The Night Attack d'Edward Kull
- 1922 : Wolf Pack de William James Craft
- 1922 : Judgement
- 1923 : When Law Comes to Hades
- 1923 : In the Days of Daniel Boone de William James Craft
- 1923 : Beasts of Paradise de William James Craft
- 1923 : Scarred Hands de Cliff Smith
- 1923 : Making Good
- 1924 : The Riddle Rider de William James Craft
- 1924 : The Lone Round-Up d'Ernst Laemmle
- 1925 : The Sagebrush Lady d'Horace B. Carpenter
- 1925 : Dangerous Odds de William J. Craft
- 1925 : Girl of the West d'Alvin J. Neitz
- 1925 : The Fighting Ranger (en) de Jay Marchant
- 1926 : Strings of Steel de Henry McRae
- 1926 : Lure of the West (en) d'Alan James
- 1926 : Thundering Speed d'Alvin J. Neitz
- 1926 : The Winking Idol de Francis Ford
- 1926 : Beyond All Odds d'Alvin J. Neitz
- 1926 : Tin Hats d'Edward Sedgwick
- 1927 : When Danger Calls de Charles Hutchison
- 1928 : Yellow Contraband de Leo Maloney
- 1928 : The Vanishing West de Richard Thorpe
- 1928 : A Girl in Every Port d'Howard Hawks
- 1928 : Beautiful but Dumb d'Elmer Clifton
- 1928 : White Flame
- 1928 : Hot Heels (en) de William James Craft
- 1930 : The Jade Box de Ray Taylor